# Bestuurlijke indeling van de Republiek Nagorno-Karabach
De bestuurlijke indeling van de Republiek Nagorno-Karabach kende naast de centrale overheid ook andere bestuurslagen, territoriale onderdelen waar regels vastgesteld en/of beslissingen werden genomen over bepaalde gebieden en/of hun bewoners. Door het verlies aan controle over haar territorium in september 2023 is de bestuurlijke indeling van de de facto Republiek Nagorno-Karabach feitelijk komen te vervallen. Het betrof de volgende bestuurslagen:
| centraal niveau                                                              | centraal niveau         | gemeenteniveau         |
| Republiek Nagorno-Karabach - Արցախի Հանրապետություն Arts'akhi Hanrapetut'jun |                         | stad - քաղաք, kaghak   |
| Republiek Nagorno-Karabach - Արցախի Հանրապետություն Arts'akhi Hanrapetut'jun | provincies - մարզ, marz | steden - քաղաք, kaghak |
| Republiek Nagorno-Karabach - Արցախի Հանրապետություն Arts'akhi Hanrapetut'jun | provincies - մարզ, marz | dorpen - գյուղ, gyugh  |
| 1. 2. 3. 4. 5.                                                               |                         |                        |

Nagorno-Karabach was onderverdeeld in zeven provincies en de hoofdstad Stepanakert (Ստեփանակերտ; Stepanakert).
De provincies waren onderverdeeld in (in totaal 10) steden en (in totaal 322) dorpen of landgemeenten.
| Nr. | Gewest      | Hoofdstad | Gemeentes | Oppervlakte | Bevolking (2005) | Dichtheid     |
| --- | ----------- | --------- | --------- | ----------- | ---------------- | ------------- |
| 1   | Sjahoemian  | vacant    | 15        | 1.830 km²   | 2.560            | 1,40 /km²     |
| 2   | Mardakert   | Martakert | 42        | 1.795 km²   | 18.963           | 10, 56 /km²   |
| 3   | Askeran     | Askeran   | 42        | 1.222 km²   | 16.979           | 13,90 /km²    |
| 4   | Sjoesji     | Şuşa      | 7         | 381 km²     | 4.324            | 11,37 /km²    |
| 5   | Martoeni    | Martoeni  | 36        | 951 km²     | 23.157           | 24,35 /km²    |
| 6   | Hadroet     | vacant    | 29        | 1.877 km²   | 12.005           | 6,40 /km²     |
| 7   | Kasjatag    | vacant    | 70        | 3.377 km²   | 9.763            | 2,89 /km²     |
| 8   | Stepanakert |           |           | 25,66 km²   | 49.986           | 1.948,01 /km² |